# Chemosphere
Chemosphere è una rivista scientifica internazionale, che si occupa di: inquinanti organici persistenti e diossina, chimica ambientale, tossicologia ambientale e valutazione dei rischi, scienze per la tecnologia ambientale.
Nel 2012 il fattore d'impatto della rivista era di 3,137.